# Pernando Barrena
Joxe Pernando Barrena Arza (ur. 1 listopada 1965 w Pampelunie) – hiszpański i baskijski polityk, tłumacz oraz samorządowiec, jeden z liderów ugrupowań politycznych powiązanych z ETA, poseł do parlamentu Nawarry, deputowany do Parlamentu Europejskiego IX i X kadencji.

## Życiorys
Z zawodu tłumacz, pracował wiele lat w wydawnictwie Txalaparta w Tafalli. Zasiadał w radzie gminy Berriozar. Długoletni działacz i członek kierownictw ugrupowań delegalizowanych za związki z organizacją terrorystyczną ETA, takich jak Herri Batasuna (HB), Euskal Herritarrok (EH) i Batasuna. W 1985 po raz pierwszy został tymczasowo aresztowany pod zarzutem członkostwa w grupie informacyjnej ETA. W 1998 został jednym z liderów HB po tym, jak dotychczasowi przywódcy zostali aresztowani.
W 1999 z ramienia EH uzyskał mandat posła do parlamentu Nawarry, w którym zasiadał do 2003. Pozostał czołowym działaczem Batasuny także po jej delegalizacji w tym samym roku, pełnił funkcję jej rzecznika. Organizował kolejne listy wyborcze, które unieważniano z racji powiązań z Batasuną. W 2006 został zatrzymany pod zarzutem naruszenia porządku publicznego w trakcie strajku generalnego na polecenie sędziego Fernanda Grande-Marlaski (zwolnienie uzyskał po wpłaceniu kaucji), a w 2008 tymczasowo aresztowano go decyzją sędziego Baltasara Garzóna pod zarzutem powiązań Batasuny z ETA. Zwolniono go za poręczeniem majątkowym po dwóch latach w 2010.
W 2013 został jednym z dwóch rzeczników nacjonalistycznej i lewicowej baskijskiej partii Sortu, funkcję tę pełnił do 2016. W 2019 z ramienia Ahora Repúblicas, koalicji regionalnych ugrupowań separatystycznych, uzyskał mandat eurodeputowanego IX kadencji. Zrezygnował z niego we wrześniu 2022. W 2024 został ponownie wybrany w skład Parlamentu Europejskiego.